# デイヴィッド・トルカノウスキー
デイヴィッド・トルカノウスキー（英:David Torkanowsky、1956年9月12日 - ）は、アメリカのピアニスト・作曲家・編曲家。父はドイツ生まれのヴァイオリニスト・指揮者であったヴェルナー・トルカノフスキーである。少年時代に父がアメリカ・ニューオーリンズに指揮者として赴任して以来、ニューオーリンズの守護神の一人として活躍している。